# Robert Erlacher
Robert Erlacher (ur. 16 września 1963 w Corvara in Badia) – włoski narciarz alpejski. Najlepsze wyniki w Pucharze Świata osiągnął w sezonie 1986/1987, kiedy to zajął 8. miejsce w klasyfikacji generalnej, a w klasyfikacji supergiganta był czwarty. Najlepszym wynikiem Erlachera na mistrzostwach świata było 6. miejsce w gigancie podczas mistrzostw świata w Bormio oraz 6. miejsce w supergigancie na mistrzostwach świata w Crans-Montana. Zajął także 12. miejsce w gigancie na Igrzyskach w Sarajewie.

## Sukcesy

### Puchar Świata

#### Miejsca w klasyfikacji generalnej
- 1982/1983 – 29.
- 1983/1984 – 34.
- 1984/1985 – 18.
- 1985/1986 – 12.
- 1986/1987 – 8.
- 1987/1988 – 99.
- 1988/1989 – 76.

#### Miejsca na podium
1. Borowec – 4 lutego 1984 (gigant) – 2. miejsce
2. Puy-Saint-Vincent – 8 grudnia 1984 (gigant) – 1. miejsce
3. Panorama – 17 marca 1985 (supergigant) – 2. miejsce
4. Alta Badia – 15 grudnia 1985 (gigant) – 3. miejsce
5. Kranjska Gora – 20 grudnia 1985 (gigant) – 2. miejsce
6. Lake Placid – 18 marca 1986 (gigant) – 3. miejsce
7. Lake Placid – 19 marca 1986 (gigant) – 2. miejsce
8. Val d’Isère – 6 grudnia 1986 (supergigant) – 2. miejsce
9. Kranjska Gora – 19 grudnia 1986 (gigant) – 2. miejsce